# Parrot Bebop 2
Cet article possède un paronyme, voir Parrot Bebop.
 (janvier 2016).
Si vous disposez d'ouvrages ou d'articles de référence ou si vous connaissez des sites web de qualité traitant du thème abordé ici, merci de compléter l'article en donnant les références utiles à sa vérifiabilité et en les liant à la section « Notes et références ».
Précédent
Le Parrot Bebop 2 est un drone civil quadrirotor du constructeur français Parrot, successeur du Bebop.
En plus d'avoir les capacités de son prédécesseur, il possède plus d'autonomie (25 minutes contre 11 pour son prédécesseur )[réf. nécessaire].

## Crashs
De nombreux crashs du drone Parrot Bebop 2 sont recensés :
Crash au-dessus de l'eau car problèmes de capteurs d'altitude qui peuvent mal fonctionner quand le sol est "en mouvement".
Crash à la suite d'une perte du signal Wifi et d'une panne moteur inexpliquée car les conditions météorologiques peuvent avoir une influence sur la machine.